# Sukeng
Sukeng (kinesiska: 苏坑) är en köping i sydöstra Kina. Den ligger i Yongchun härad i staden Quanzhou i provinsen Fujian, omkring 130 kilometer sydväst om provinshuvudstaden Fuzhou. Antalet invånare är 10 695. Befolkningen består av 5 135 kvinnor och 5 560 män. Barn under 15 år utgör 18,0 %, vuxna 15-64 år 71 %, och äldre över 65 år 10,0 %.